# Jespers Planteskole
 Der er for få eller ingen kildehenvisninger i denne artikel, hvilket er et problem. Du kan hjælpe ved at angive troværdige kilder til de påstande, som fremføres i artiklen.

Jespers Planteskole, Holstebro A/S er en dansk planteskole, der er lokaliseret syd for Holstebro. De forhandler en række haveplanter, frø og havetilbehør. I 2023 havde de ca. 100 ansatte. Jespers Planteskole blev etableret i 1988 af far og søn Tage Nielsen og Jesper Nielsen.